# Diederik van Silfhout
Diederik van Silfhout (Ede, 20 de abril de 1988) es un jinete neerlandés que compitió en la modalidad de doma.
Ganó una medalla de bronce en el Campeonato Mundial de Doma de 2014 y una medalla de oro en el Campeonato Europeo de Doma de 2015. Participó en los Juegos Olímpicos de Río de Janeiro 2016, ocupando el cuarto lugar en la prueba por equipos.

## Palmarés internacional
| Campeonato Mundial | Campeonato Mundial   | Campeonato Mundial | Campeonato Mundial |
| Año                | Lugar                | Medalla            | Categoría          |
| ------------------ | -------------------- | ------------------ | ------------------ |
| 2014               | Caen (Francia)       | Medalla de bronce  | Por equipos        |
| Campeonato Europeo |                      |                    |                    |
| Año                | Lugar                | Medalla            | Categoría          |
| 2015               | Aquisgrán (Alemania) | Medalla de oro     | Por equipos        |